# Black Trip
Black Trip – dwupłytowe wydawnictwo DVD szwajcarskiego zespołu Samael, wydane 17 lipca 2003 r. przez wytwórnię Century Media. Zawiera filmy z trzech koncertów zespołu: występu na Summer Breeze Festival w Niemczech w 2002 r., koncertu w Krakowie z 1996 r. oraz, jako bonus, z występu w Chicago w 1994 r. Prócz tego, na pierwszej płycie znajdują się trzy wideoklipy ("Baphomet's Throne", "Jupiterian Vibe" i "Infra Galaxia") oraz wywiady z członkami zespołu i filmy z pracy w niemieckim Woodhouse Studio podczas sesji nagraniowej do albumu Passage.

## Lista utworów

### DVD 1
Summer Breeze Festival, Niemcy, 2002
1. "Era One"
2. "Year Zero"
3. "Shining Kingdom"
4. "Rain"
5. "Together"
6. "The Cross"
7. "Home"
8. "Jupiterian Vibe"
9. "Radiant Star"
10. "Ways"
11. "Infra Galaxia"
12. "The Ones Who Came Before"
13. "Outro – Ceremony of Opposites"
14. "Black Trip"
15. "My Saviour"
16. "Jupiterian Vibe (wideoklip)"
17. "Infra Galaxia (wideoklip)"
18. "Baphomet's Throne (wideoklip)"
19. "Wywiady i nagrania z pracy w Woodhouse Studio"

### DVD 2
Passage Tour, Kraków, 1996
1. "Rebellion"
2. "Son Of Earth"
3. "Shining Kingdom"
4. "Angel's Decay"
5. "Mask of The Red Death"
6. "Into The Pentagram"
7. "Flagellation"
8. "Jupiterian Vibe"
9. "The Ones Who Came Before"
10. "Crown"
11. "Rain"
12. "My Saviour"

Ceremony of Opposites Tour, Chicago, 1994
1. "Black Trip"
2. "To Our Martyrs"
3. "Son Of Earth"
4. "Crown"
5. "Baphomet's Throne"
6. "Flagellation"
7. "After The Sepulture"
8. "Intro/...Until The Chaos"
9. "Celebration of the Fourth"
10. "Ceremony of Opposites"